# Sekretne życie pszczół (film)
Sekretne życie pszczół (ang. The Secret Life of Bees) – amerykański dramat przygodowy z 2008 roku zrealizowany na motywach powieści Sue Monk Kidd pod tym samym tytułem. Scenariusz i reżyseria Gina Prince-Bythewood.

## Obsada
- Dakota Fanning jako Lily Owens
- Paul Bettany jako T. Ray Owens
- Hilarie Burton jako Deborah Owens
- Queen Latifah jako August Boatwright
- Alicia Keys jako June Boatwright
- Jennifer Hudson jako Rosaleen Daise
- Tristan Wilds jako Zachary Taylor
- Sophie Okonedo jako May Boatwright
- Nate Parker jako Neil
- Shondrella Avery jako Greta
- Joe Chrest jako Clayton Forrest
- Nicky Buggs jako Cressie
- Bill Oberst Jr. jako szeryf Gaston
- Sharon Morris jako Violet
- Bob Hungerford jako Frank Posey

## Nagrody
- Zestawienie nagród i wyróżnień – lista nagród w bazie IMDb (ang.)